# 平羽碎米蕨
平羽碎米蕨（学名：Cheilanthes patula），前称宜昌旱蕨，为凤尾蕨科碎米蕨属下的一个种。生长于石缝，海拔380米，少见。中国见于湖北西部（建始、宜昌）及四川东南部（南川、金佛山）。模式标本产湖北。